# Michael Phillips (consultor)
Michael Phillips (nacido en 1938) es un autor publicado de once libros y uno de los fundadores de la Red de Briarpatch. Como banquero en 1967, organizó Mastercard. Phillips fue presidente de la Fundación Point en 1973; Point fue creada con dinero del Whole Earth Catalog. Escribiendo para el CoEvolution Quarterly en 1976, fue la primera persona en sugerir la selección aleatoria de legisladores y coautor del primer libro sobre el tema en 1985. Phillips ha sido testigo experto en más de una docena de casos de servicios públicos en nombre de importantes organizaciones minoritarias estadounidenses. De 1988 a 1998 produjo y presentó el programa nacional de radio pública Social Thought. También es un bloguero pro-negocios.

## Publicaciones
- The Seven Laws of Money, Random House, 1974
- Marketing Without Advertising, Nolo Press 1984
- Honest Business, Random House 1982
- Commerce, Clear Glass Press, 2000
- Simple Living Investments, Clear Glass Publishing, 1982